# Haarlemmerplein 2

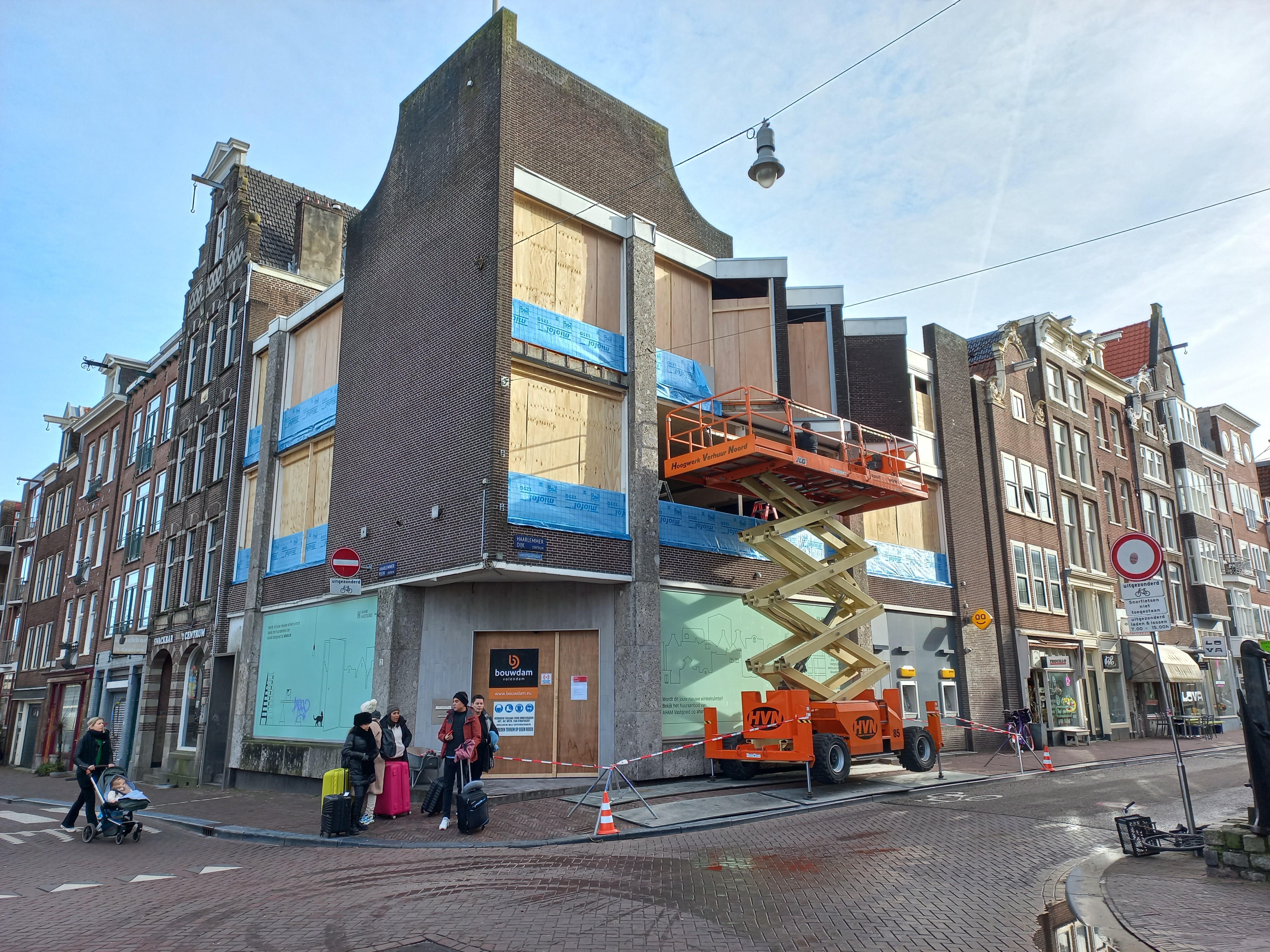
Haarlemmerplein 2 (februari 2024)

Haarlemmerplein 2 is een gebouw in Amsterdam-Centrum, op de hoek van het Haarlemmerplein met de Haarlemmerdijk. Het verving meerdere oudere panden en is eind jaren zestig ontworpen door Arthur Staal en heeft diverse bedrijven gehuisvest. 

## Voorgeschiedenis

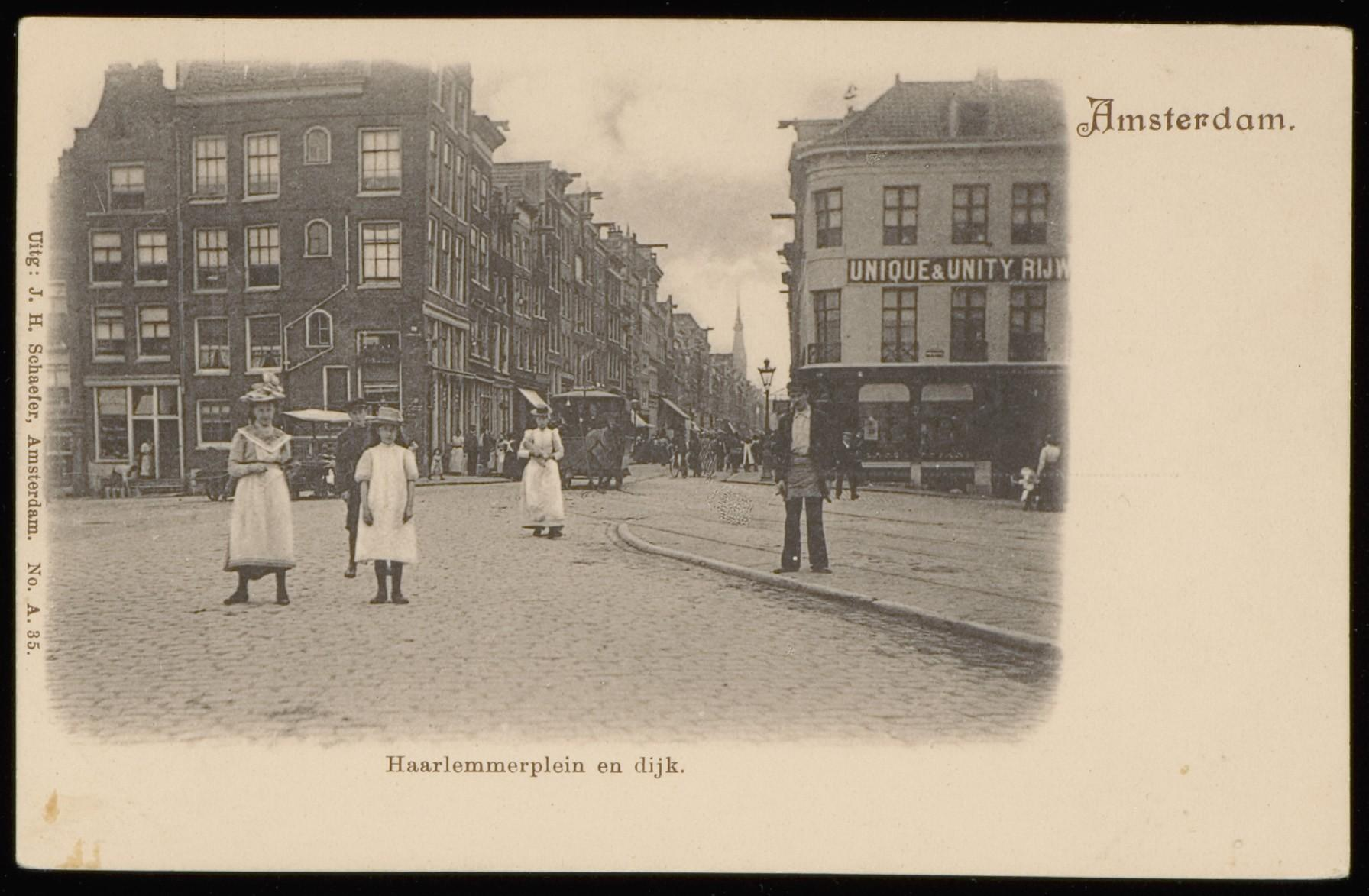
Haarlemmerplein 2, links van de Haarlemmerdijk, circa 1895

Hier stonden voor 1919 drie gebouwen, die het uiterlijk hadden van gebouwen die men overal in de Amsterdamse binnenstad kon aantreffen. Het complex was vijf etages hoog, met op de begane grond een winkel met insteekvloer. De gebouwen Haarlemmerdijk 190 tot en met 196 en Haarlemmerplein 2 hingen eind 19e eeuw tegen elkaar aan. De slopershamer moest er begin 20e eeuw aan te pas komen, op deze hoek bleef Haarlemmerdijk 196 staan. Rond 1919 had de Incasso Bank haar oog op dat gebouw laten vallen. Ze begon aan een grote verbouwing waarbij de drie genoemde adressen samengevoegd zouden worden en dus deels herbouwd. De verbouwing vond plaats naar een nieuw ontwerp van de Firma Baanders.
In oktober 1919 stortte een draagmuur in toen een bouwvakker er een gat in hakte; hij kon gered worden. In allerijl werden Bouw- en Woningtoezicht en de Amsterdamse brandweer erbij gehaald omdat er beweging in het gebouw zat. Al tijdens het spoedoverleg stortte het in; het dak kwam op straatniveau te liggen; er vielen geen gewonden. De instorting tastte de stabiliteit van de omliggende gebouwen aan. Van Haarlemmerplein 4 werd een draagmuur beschadigd, maar dit pand kon hersteld worden. Haarlemmerdijk 190 en 192 konden deels blijven staan; nummer 192 hield alleen de begane grond over en 190 werd jarenlang met een houten frame overeind gehouden, maar verloor later toch haar bovenste etage en dak.       
De firma Baanders maakte voor de hoek een nieuw ontwerp, dat er totaal anders uitzag. Er kwamen slechts twee verdiepingen (begane grond bank, bovenetage woning) met plat dak en torentje op de hoek. De Incasso Bank werd in 1948 overgenomen door de Amsterdamsche Bank; een foto uit 1956 laat beide namen op de gevel zien. In 1964 ging die bank op in de AMRO Bank, die op haar beurt overging in ABN AMRO.

## Gebouw na 1970
Voor de ABN AMRO voldeed het gebouw niet meer en architect Arthur Staal, die meerdere gebouwen voor de bank ontwierp, maakte een nieuwe opzet, waarbij tevens Haarlemmerdijk 190 en 192 werden opgeslokt. Vanuit dit ontwerp uit 1969 werd er begin jaren zeventig een nieuw modern gebouw neergezet, gekarakteriseerd als hoekig met een vlakverdeling die aan Piet Mondriaans werk doet denken. Opvallend zijn met name de puntige erkers. Staal bewaarde ronde vormen voor het dak. Bij een latere ordewaardering van gebouwen in Haarlemmerbuurt vond de commissie het gebouw dermate opmerkelijk dat het ingedeeld werd bij orde 3 (het bewaren waard). Ook de AMRO Bank was hier niet blijvend; zij vertrokken in de jaren tien. 

### Renovatie

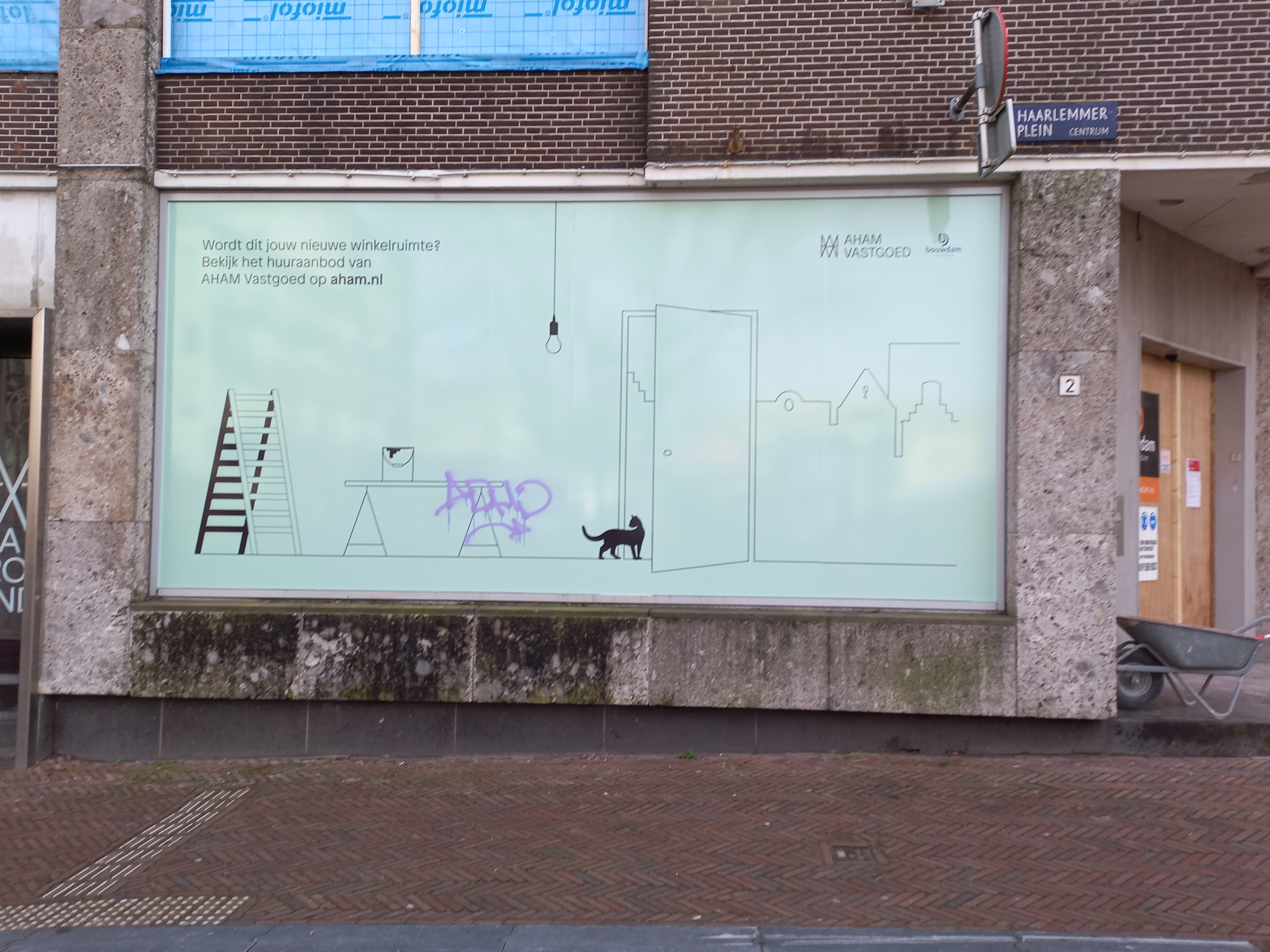
Afschermglas (februari 2024)

In 2020 verrichtten Ana Rocha en HP Architecten een onderzoek betreffende de herontwikkeling van het gebouw. Zij omschreven het als een “merkwaardig gebouw” en een bijzonder exemplaar binnen het oeuvre van Arthur Staal. Opmerkelijke eigenschappen waren de plasticiteit, compositie van gevels, materiaalgebruik en detaillering. Na de verbouwing trok Impact Institute (voedselcommunicatie, -consumptie en -productie) in het gebouw. De grote renovatie begon in februari 2024, al het glas woondeel en de toegangsdeuren waren geblindeerd; glas van het bedrijfsmatig gedeelte was voorzien van kunstzinnige uitingen.